# Black Talon
 (octobre 2012).
Si vous disposez d'ouvrages ou d'articles de référence ou si vous connaissez des sites web de qualité traitant du thème abordé ici, merci de compléter l'article en donnant les références utiles à sa vérifiabilité et en les liant à la section « Notes et références ».
Black Talon (habituellement appelé "Ergot Noir" dans les traductions françaises) est un super-vilain créé par Marvel Comics. Deux personnes furent nommées de cette façon.  La première est apparue pour la première fois dans Strange Tales no 173, en 1974. La seconde dans Avengers no 152, en 1976.

## Origines

### Desmond Drew
Le premier Black Talon était le milliardaire Desmond Drew, un prêtre vaudou, fils d'une grande sorcière, Mama Limbo. Il opérait à la Nouvelle Orléans, sacrifiant des vierges pour redonner à sa mère sa jeunesse perdue. Cette dernière fut tuée lors d'un combat et lui-même fut vaincu par Frère Vaudou  et battu à mort par ses propres serviteurs.

### Samuel Barone
Le second Black Talon est, comme le premier, un leader de gang et sorcier vaudou. Il ressucita Wonder Man à la demande du Moissonneur et l'envoya affronter les Vengeurs, puis les combattit lui-même par la suite. Il fut vaincu par la Sorcière Rouge.
Il rejoignit ensuite la Lethal Legion. Avec Nekra, il combattit de nouveau la Sorcière Rouge, et la Vision. Il déserta la Légion après une défaite contre les Vengeurs de la Côte Ouest.
Nekra devint l'étudiante mystique de Black Talon, et atteignit un niveau suffisant pour ressusciter son amant le Moissonneur.
Il combattit Miss Hulk à l'aide des X-Humed, 4 mutants ramenés en tant que zombis (Scaleface, Changeling, Harry Leland et Jack O'Diamonds. Mais il fut incapable de les contrôler tous ensemble et il fut battu.
De même, il fut ridiculisé par Deadpool pour son costume de 'poulet humain'.

## Pouvoirs
- Black Talon peut, grâce à ses pouvoirs mystiques, créer des zombis à partir de cadavres et les contrôler.
- Son costume est équipé de gants et de bottes griffus. Il utilise souvent une dague de sacrifice.
- C'est un sorcier de niveau modéré, connaisseur des arts occultes.